# Liste von Eisenbahnwagen auf der Weltausstellung Turin 1911
Die Liste von Eisenbahnwagen an der Weltausstellung Turin 1911 führt die Eisenbahnwagen auf, die auf der Ausstellung gezeigt wurden. Es wurden ungefähr 30 Reisezugwagen für Hauptstrecken und 7 Fahrzeuge für Nebenstrecken gezeigt. Die meisten Wagen stammten aus Italien und Frankreich, die meisten Bauarten waren mit Drehgestellen und Personenübergängen ausgerüstet. Italien stellte bei den Wagen für Hauptstrecken nur Drehgestellwagen aus. Die Aussteller waren sowohl die Hersteller der Fahrzeuge, wie auch die Bahngesellschaften, weshalb in der Gruppierung der Tabelle manchmal auch ausländische Hersteller in einem Landesabschnitt aufgeführt sind.

## Wagen für Hauptstrecken
| Land                    | Bahngesellschaft                                    | Kürzel          | Nummer           | Erbauer                                              | Bauart | Details, Bild |
| ----------------------- | --------------------------------------------------- | --------------- | ---------------- | ---------------------------------------------------- | --- | ------------- |
| Französische Aussteller |                                                     |                 |                  |                                                      | |               |
| Frankreich              | Chemins de fer de l’Est                             | Est             | ABcy 890         | Werkstätte der Est                                   | Liegewagen mit Seitengang und Drehgestellen für internationale Fernzüge, Holzkasten auf Rahmen in gemischter Stahl-Holz-Bauweise mit geschlossenen Plattformen und Personenübergängen, 2 Toiletten. elektrisch entzündbare Gasbeleuchtung, 3 Abteile mit 6 Sitzplätzen 1. Klasse, 4 Abteile mit 8 Sitzplätzen 2. Klasse |               |
| Frankreich              | Chemins de fer de l’Est                             | Est             | BCpy 2803        | Société de Dietrich et Cie de Lunéville              | Drehgestellwagen mit Seitengang, Holzkasten auf Stahlrahmen mit Seitengang und geschlossenen Plattformen ohne Personenübergänge, 2 Toiletten, Bremserabteil, Gasbeleuchtung, 4 Abteile mit 8 Plätzen 2. Klasse, 5 Abteile mit 8 Plätzen 3. Klasse, Ausstieg aus allen Abteilen zur Gangseite oder nach außen            |               |
| Frankreich              | Chemins de fer de l’Est                             | Est             | Cy 3035          | CFMCF, Ivry-sur-Seine                                | Drehgestellwagen, Holzkasten auf Rahmen in gemischter Stahl-Holz-Bauweise mit Seitengang und geschlossenen Plattformen und Personenübergängen, 1 Toiletten, 1 Pissoir. Gasbeleuchtung, 9 Abteile mit 8 Plätzen 2. Klasse                                                                                                |               |
| Frankreich              | Chemins de fer de l’État                            | État            | BBfpy 7044       | Baudet Donon                                         | Seitenganwagen mit Drehgestelle mit gegossenen Wangen amerikanischer Bauart, Wagenkasten aus verblechtem Teakholz und Pitch Pine, geschlossene Plattformen und Personenübergänge, 2 Toiletten, Gasbeleuchtung, 9 Abteile mit 8 Plätzen 3. Klasse                                                                        |               |
| Frankreich              | Chemins de fer de Paris à Lyon et à la Méditerranée | PLM             | Salon 1          | PLM-Werkstätte Villeneuve-Saint-Georges              | Salonwagen mit dreiachsigen Drehgestellen, teilweise Seitengang, 3 Toiletten |               |
| Frankreich              | Chemins de fer de Paris à Lyon et à la Méditerranée | PLM             | A4 LSi 73        | CFMCF, Ivry-sur-Seine                                | Drehgestellwagen mit Seitengang, 4 Abteilen 1. Klasse, einem Luxusabteil und einem Salon-Schlafabteil, 3 Toiletten |               |
| Frankreich              | Chemins de fer de Paris à Lyon et à la Méditerranée | PLM             | A7 ci 211        | PLM-Werkstätte Villeneuve-Saint-Georges              | Liegewagen mit Seitengang und Drehgestellen, 7 Abteile zu 6 Plätzen 1. Klasse, Dienstabteil, 2 Toiletten |               |
| Frankreich              | Chemins de fer de Paris à Lyon et à la Méditerranée | PLM             | A5 i 848         | La Buire                                             | dreiachsiger Wagen mit Seitengang, fünf Abteilen 1. Klasse und Personenübergängen, Toilette |               |
| Frankreich              | Chemins de fer de Paris à Lyon et à la Méditerranée | PLM             | C10 i 2608       | La Buire                                             | Drehgestellwagen mit Z-Gang, 10 Abteile zu 8 Plätzen 3. Klasse und Personenübergängen, 2 Toiletten |               |
| Frankreich              | Chemins de fer de Paris à Lyon et à la Méditerranée | PLM             | C7v 13115        | Baume & Marpent, La Louvière, Belgien                | dreiachsiger Wagen mit Seitengang, sieben Abteile zu 8 Plätzen 3. Klasse, keine Personenübergänge, Toilette |               |
| Frankreich              | Chemin de Fer de Paris à Orléans                    | PO              | A3B4 5-35299     | Desouches, David & Cie, Pantin                       | zweiachsiger Wagen mit Seitengang ohne Personenübergänge, drei Abteile 1. Klasse, vier Abteile 2. Klasse, zwei Toiletten |               |
| Frankreich              | Compagnie Internationale des Wagons-Lits            | CIWL            | A 2027           | CIWLT-Werkstätte, Saint-Denis                        | Speisewagen mit Drehgestellen mit 50 Plätzen, Küche und Anrichte |               |
| Italienische Aussteller |                                                     |                 |                  |                                                      | |               |
| Königreich Italien      | Ferrovie dello Stato Italiane                       | FS              | SIZVCR 268       | Piaggio                                              | Salonwagen mit zweiachsigen Drehgestellen, teilweise Seitengang, sechs Schlafplätze, 2 Toiletten, Personenübergänge |               |
| Königreich Italien      | Ferrovie dello Stato Italiane                       | FS              | ASIZCR 295       | Piaggio                                              | Drehgestellwagen mit vier Abteilen 1. Klasse und einem Salonabteil, Seitengang, Ausstieg aus den Abteilen oder über drei Türen im Seitengang, Endplattformen zusätzlich mit Türen auf beiden Seiten, Personenübergänge                                                                                                  |               |
| Königreich Italien      | Ferrovie dello Stato Italiane                       | FS              | AIZCR 18921      | Piaggio                                              | Drehgestellwagen mit sechseinhalb Abteilen 1. Klasse, Seitengang, Ausstieg aus den Abteilen oder über Türen im Seitengang, Endplattformen zusätzlich mit Türen auf beiden Seiten, Toilette in der Mitte des Wagens, Personenübergänge                                                                                   |               |
| Königreich Italien      | Ferrovie dello Stato Italiane                       | FS              | AIZCR 18886      | Società Nazionale Officine di Savigliano             | Drehgestellwagen mit sechseinhalb Abteilen 1. Klasse, Seitengang, Ausstieg aus den Abteilen oder über Türen im Seitengang, Endplattformen zusätzlich mit Türen auf beiden Seiten, Toilette in der Mitte des Wagens, Personenübergänge                                                                                   |               |
| Königreich Italien      | Ferrovie dello Stato Italiane                       | FS              | BIZCR 29315      | Società Nazionale Officine di Savigliano             | Drehgestellwagen mit sechseinhalb Abteilen 1. Klasse, Seitengang, Ausstieg aus den Abteilen oder über Türen im Seitengang, Endplattformen zusätzlich mit Türen auf beiden Seiten, Toilette in der Mitte des Wagens, Personenübergänge                                                                                   |               |
| Königreich Italien      | Ferrovie dello Stato Italiane                       | FS              | BIZCR 29340      | Officine Elettro-Ferroviarie Tallero                 | Drehgestellwagen mit siebeneinhalb Abteilen 2. Klasse, Seitengang, Ausstieg aus den Abteilen oder über Türen im Seitengang, Endplattformen zusätzlich mit Türen auf beiden Seiten, Toilette in der Mitte des Wagens, Personenübergänge                                                                                  |               |
| Königreich Italien      | Ferrovie dello Stato Italiane                       | FS              | CIZCR 41915      | Officine Napoletane                                  | Drehgestellwagen mit 80 Plätzen 3. Klasse in vier Großraumabteilen, Mittelgang, Personenübergänge |               |
| Königreich Italien      | Ferrovie dello Stato Italiane                       | FS              | ABIZCR 59482     | Officine Meccaniche                                  | Drehgestellwagen mit drei Abteilen 1. Klasse und vier Abteilen 2. Klasse, Seitengang, Personenübergänge |               |
| Königreich Italien      | Ferrovie dello Stato Italiane                       | FS              | ABIZCR 59507     | Ernesto Breda                                        | Drehgestellwagen mit drei Abteilen 1. Klasse und vier Abteilen 2. Klasse, Seitengang, Personenübergänge |               |
| Königreich Italien      | Ferrovie dello Stato Italiane                       | FS              | ACIZCR 68000     | Officine Meccaniche                                  | Drehgestellwagen für den Lokalverkehr, 18 Sitzplätze 1. Klasse und 59 Sitzplätze 3. Klasse, Seitengang im Bereich der 1. Klassabteile, Mittelgang in der 3. Klasse, Personenübergänge |               |
| Königreich Italien      | Compagnie Internationale des Wagons-Lits            | CIWLT           | 2122             | Officine Meccaniche                                  | Schlafwagen mit 9 Zweibett-Schlafabteilen, Teakholzverkleidung, Seitengang, Personenübergänge |               |
| Königreich Italien      | Compagnie Internationale des Wagons-Lits            | CIWLT           | 2123             | Officine Meccaniche                                  | Schlafwagen mit 9 Zweibett-Schlafabteilen, Teakholzverkleidung, Seitengang, Personenübergänge |               |
| Königreich Italien      | Compagnie Internationale des Wagons-Lits            | CIWLT           | 2119             | Officine Meccaniche                                  | Speisewagen mit 40 Plätzen 1 + 2 angeordnet, Küche und Anrichte |               |
| Deutsche Aussteller     |                                                     |                 |                  |                                                      | |               |
| Preußen                 | Preußische Staatseisenbahnen                        | K.P.u.G.H.St.E. | Schlafwagen 0205 | Breslauer Actien-Gesellschaft für Eisenbahn-Wagenbau | Sechsachsiger Schlafwagen, Wagenkasten aus Eichenholz, 10 Zweibertt-Abteile |               |
| Preußen                 | Preußische Staatseisenbahnen                        | K.P.u.G.H.St.E. | Magdeburg 03246  | Düsseldorfer Eisenbahnbedarf                         | Vierachsiger Sitzwagen mit zwei Abteilen zu 4 Plätzen 1. Klasse, einem Damenabteil zu 6 Plätzen 1. Klasse und vier Abteilen zu 6 Plätzen 2. Klasse |               |
| Preußen                 | Preußische Staatseisenbahnen                        | K.P.u.G.H.St.E. | Hannover 03364   | Waggonfabrik Gebrüder Credé                          | Vierachsiger Sitzwagen mit drei Abteilen zu 6 Plätzen 2. Klasse und fünf Abteilen zu 8 Plätzen 3. Klasse |               |
| Preußen                 | Preußische Staatseisenbahnen                        | K.P.u.G.H.St.E. | 2085             | Hannoversche Waggonfabrik                            | Zweiachsiger Sitzwagen mit offenen Plattformen, Abteile 2. und 3. Klasse, Toilette in der Mitte des Wagens |               |
| Preußen                 | Preußische Staatseisenbahnen                        | K.P.u.G.H.St.E. | 1420             | Gothaer Waggonfabrik                                 | Dreiachsiger Wagen ohne Plattformen mit 3 Abteilen 4. Klasse und 2 Toiletten, ein Abteil und eine Toilette reserviert für Damen, Bremserhütte |               |

## Wagen für Nebenstrecken und Überlandstraßenbahnen
| Land                    | Bahngesellschaft                                       | Kürzel | Nummer       | Erbauer                            | Bauart | Details, Bild |
| ----------------------- | ------------------------------------------------------ | ------ | ------------ | ---------------------------------- | --- | ------------- |
| Französische Aussteller |                                                        |        |              |                                    | |               |
| Frankreich              | Chemins de fer départementaux de l’Aube                |        |              | Lorraine-Dietrich                  | Meterspuriger Drehgestellwagen mit Mittelgang, ein Abteil 1. Klasse, vier Abteile 2. Klasse                                                                    |               |
| Italienische Aussteller |                                                        |        |              |                                    | |               |
| Königreich Italien      | Ferrovie dello Stato Italiane (950-mm-Bahnen Sizilien) | FS     |              | Dyle et Bacalan                    | Drehgestellwagen mit Zahnradbremse, gemischter Wagen mit 3. Klass-Abteil, Gepäckabteil und Postabteil                                                          |               |
| Königreich Italien      | Ferrovie dello Stato Italiane (950-mm-Bahnen Sizilien) | FS     | CDUTZVR 6808 | Van der Zypen & Charlier           | Drehgestellwagen, gemischter Wagen mit 1. und 3. Klass-Abteilen                                                                                                |               |
| Königreich Italien      | Ferrovie della Brianza Centrale Strecke Monza–Molteno  | FBC    | ACTZVR 6012  | Carminati & Toselli                | Wagen mit Brill-Drehgestellen vorbereitet zum Umbau zu einem Triebwagen, Abteile 1. und 3. Klasse, offene Plattformen, speziell große Fenster in der 1. Klasse |               |
| Königreich Italien      | Ferrovia Torino-Ciriè                                  |        |              | Società Anonima Bauchiero, Condove | Gemischter Wagen mit Abteilen 1. und 2. Klasse, Bremserhütte, Acetylen-Beleuchtung                                                                             |               |
| Königreich Italien      | Tranvia Milano-Magenta                                 |        | 108          | Officine Bagnara, Genua            | Überlandstraßenbahnwagen mit Längsbänken, Abteile 1. und 2. Klasse, Endplattform des 1. Klassabteils geschlossen                                               |               |
| Königreich Italien      | Tranvia Milano-Magenta                                 |        | 80           | Officine Bagnara, Genua            | Überlandstraßenbahnwagen mit Längsbänken, Abteile 1. und 2. Klasse, Endplattform des 1. Klassabteils geschlossen                                               |               |

## Güterwagen, Post- und Gepäckwagen
| Land                    | Bahngesellschaft                                                             | Kürzel          | Typ / Nummer | Erbauer                                  | Bauart | Details, Bild |
| ----------------------- | ---------------------------------------------------------------------------- | --------------- | ------------ | ---------------------------------------- | --- | ------------- |
| Französische Aussteller |                                                                              |                 |              |                                          | |               |
| Frankreich              | Chemins de fer de l’Est                                                      | Est             | NNf          |                                          | Gedeckter Güterwagen, zweiachsig |               |
| Frankreich              | Chemins de fer de Paris à Lyon et à la Méditerranée                          | PLM             | HP           | Blanc-Misseron                           | Gedeckter Güterwagen für Frühgemüse, zweiachsig |               |
| Frankreich              | Société de Travaux de ports et d'Entreprises maritimes, J.-B. Rubaudo et Cie |                 |              | La Buire                                 | Kühlwagen, zweiachsig |               |
| Frankreich              | Chemins de fer de l’Est                                                      | Est             | LL           |                                          | Offener Güterwagen mit Ratschen-Handbremse |               |
| Frankreich              | Chemins de fer du Nord                                                       | Nord            | KKT          |                                          | Flachwagen |               |
| Italienische Aussteller |                                                                              |                 |              |                                          | |               |
| Königreich Italien      | Ferrovie dello Stato Italiane                                                | FS              | DWIZCR 89003 | FS-Werkstätte Florenz                    | Gepäckwagen mit Toilette, Drehgestellwagen mit Personenübergang |               |
| Königreich Italien      | Ferrovie dello Stato Italiane                                                | FS              | DWIZCR 94233 | Officine Meccanich                       | Gepäck- und Bahnpostwagen, Drehgestellwagen mit Personenübergang |               |
| Königreich Italien      | Ferrovie dello Stato Italiane                                                | FS              | DWICR 96512  | Officine Bagnara, Genua                  | Gepäck- und Bahnpostwagen, zweiachsig mit Personenübergang |               |
| Königreich Italien      | Ferrovie dello Stato Italiane                                                | FS              | DUICR 96527  | Società Anonima Bauchiero, Condove       | Gepäck- und Bahnpostwagen, zweiachsig mit Personenübergang |               |
| Königreich Italien      | Poste Italiane                                                               | FS              | UCR 4011     | Togni, Brescia                           | Postwagen, zweiachsig |               |
| Königreich Italien      | Poste Italiane                                                               | FS              | UyCR 2048    | Togni, Brescia                           | Postwagen, dreiachsig |               |
| Königreich Italien      | Poste Italiane                                                               | FS              | UZCR 1000    | Togni, Brescia                           | Postwagen mit Drehgestellen |               |
| Königreich Italien      | Compagnie Internationale des Wagons-Lits                                     | CIWLT           | 1213         | Officine Meccaniche                      | Gepäckwagen mit Drehgestellen und Personenübergang |               |
| Königreich Italien      | Ferrovie dello Stato Italiane                                                | FS              | VIR 808004   | Società Nazionale Officine di Savigliano | Heizwagen |               |
| Königreich Italien      | Ferrovie dello Stato Italiane                                                | FS              | FICR 140023  | Carminati & Toselli                      | Stückgutwagen mit Personenübergang, umrüstbar für den Transport von 12 Tragbahren, zwei Bremserhütten |               |
| Königreich Italien      | Ferrovie dello Stato Italiane                                                | FS              | GeCR 213039  | Società Nazionale Officine di Savigliano | Pferdetransportwagen mit zwei Abteile für je drei Pferde und zwei Abteilen für je ein Stallknecht, Bremserhütte, Westinghouse-Druckluftbremse und Vakuumbremse System Hardy, Dampfheizung, Beleuchtung mit Lampenöl |               |
| Königreich Italien      | Ferrovie dello Stato Italiane                                                | FS              | L 485063     | SOFIA, Neapel                            | Offener Güterwagen |               |
| Königreich Italien      | Ferrovie dello Stato Italiane                                                | FS              | L            | Società Nazionale Officine di Savigliano | Offener Güterwagen ganz aus Stahl |               |
| Königreich Italien      | Ferrovie dello Stato Italiane                                                | FS              | HeC 388205   | Società Nazionale Officine di Savigliano | Gedeckter Güterwagen für den Transport von Autos und Kutschen |               |
| Königreich Italien      | Ferrovie dello Stato Italiane                                                | FS              | GV 20002     | Carminati & Toselli                      | Viehwaggon, 950-mm-Spurweite |               |
| Königreich Italien      | Ferrovie dello Stato Italiane                                                | FS              | QV 70005     | Van der Zypen & Charlier                 | Flachwagen mit Drehschemel, 950-mm-Spurweite |               |
| Königreich Italien      | Ferrovie dello Stato Italiane                                                | FS              | LtV 40036    | Van der Zypen & Charlier                 | Offener Güterwagen ganz aus Stahl, 950-mm-Spurweite |               |
| Königreich Italien      | Ferrovie dello Stato Italiane                                                | FS              | Ltm 470895   | Officine Bagnara, Genua                  | Offener Güterwagen, Wände aus Tannenholz, beweglicher Firstbalken für die Witterungsschutzplane |               |
| Königreich Italien      |                                                                              |                 |              | Togni, Brescia                           | Kesselwagen für Erdölprodukte, Tank mittels Gasschmelzschweißen hergestellt |               |
| Königreich Italien      |                                                                              |                 |              | Piaggio                                  | Emaillierter Kesselwagen für korrosive oder gärende Produkte |               |
| Königreich Italien      | Ferrovie dello Stato Italiane                                                | FS              | MV           | Togni, Brescia                           | Weinfasswagen |               |
| Königreich Italien      | Ausiliare                                                                    |                 |              | Carminati & Toselli                      | Weinfasswagen |               |
| Königreich Italien      | Ferrovie dello Stato Italiane                                                | FS              | Poz          |                                          | Flachwagen mit Drehgestellen und umklappbaren Rungen |               |
| Königreich Italien      | Ferrovie dello Stato Italiane                                                | FS              | Poz          |                                          | Flachwagen mit Drehgestellen und umklappbaren Rungen |               |
| Deutsche Aussteller     |                                                                              |                 |              |                                          | |               |
| Preußen                 | Preußische Staatseisenbahnen                                                 | K.P.u.G.H.St.E. |              | Van der Zypen & Charlier                 | Bahnpostwagen mit Drehgestellen und Personenübergängen |               |
| Preußen                 | Preußische Staatseisenbahnen                                                 | K.P.u.G.H.St.E. |              | Hannoversche Waggonfabrik                | Gedeckter Güterwagen, zweiachsig, mit Bremserhütte |               |
| Preußen                 | Preußische Staatseisenbahnen                                                 | K.P.u.G.H.St.E. |              | Orenstein & Koppel                       | Ganzstahl-Selbstentladewagen, zweiachsig |               |
| Preußen                 | Preußische Staatseisenbahnen                                                 | K.P.u.G.H.St.E. |              | Waggonfabrik AG Uerdingen                | Trichterwagen mit Drehgestellen und Bremserhütte |               |
| Belgische Aussteller    |                                                                              |                 |              |                                          | |               |
| Belgien                 | Chemins de fer de l'État Belge                                               | EB              | Nr. 162194   | Ateliers de Godarville                   | Viehwaggon, auch als gedeckter Güterwagen verwendbar |               |
| Belgien                 | Société nationale des chemins de fer vicinaux                                | SNCV            |              | J.-B. Pellerin, Courcelles-Nord          | gedeckter Güterwagen |               |